# ALOHAnet
Das ALOHAnet war das erste Funk-Rechnernetz. Es basierte auf dem ALOHA-Protokoll und verband die vielen Inseln um Hawaii mit der Universität von Honolulu, Hawaii. Auch wenn es heute nicht mehr in Betrieb ist, so ist eines der Grundprinzipien des ALOHA-Protokolls Basis des Ethernet.

## Übersicht
Wie das ARPANET wurde das ALOHAnet mit Mitteln der DARPA finanziert. Aber während das ARPANET gemietete Telefonleitungen verwendete, nutzte das ALOHAnet Packet Radio. Beim ARPANET konnte ein Knoten mit mehreren anderen Knoten, über Leitungen, kommunizieren, während beim ALOHAnet alle dieselbe Funkfrequenz nutzten, womit es notwendig wurde, Kollisionen auf diesem Kommunikationsmedium zu erkennen und zu behandeln.
Beim ALOHAnet wurden zwei Funkkanäle verwendet: ein Broadcast-Kanal (413,475 MHz) und ein Random-Access-Kanal (407,350 MHz). Auf Letzterem sendeten die einzelnen Stationen ihre Datenpakete zum Zentralrechner. Dieser bestätigte den Empfang jedes Pakets auf dem Broadcast-Kanal. Versuchten zwei Stationen zugleich zu senden, kam keine der beiden Nachrichten richtig an. Der Zentralrechner sendete keine Bestätigung, und die Sender versuchten es unabhängig voneinander nach einer zufällig gewählten Zeitspanne erneut. Die Chancen, dass beide Sender beim nächsten Übertragungsversuch wieder eine Kollision erzeugten, wurden so minimiert.

## Geschichte
Das ALOHAnet wurde 1970 unter der Leitung von Norman Abramson an der Universität von Hawaii entwickelt und im selben Jahr in Betrieb genommen. Es diente ausschließlich Forschungszwecken.
Es war das erste lokale Netzwerk, das es erlaubte, über Funkstrecken auf einen Zentralrechner zuzugreifen. Es hatte eine Datenübertragungsrate von 9600 bit/s und verband den Zentralrechner auf der Insel Oʻahu mit sieben Standorten auf vier Inseln. Durch Einsatz von Repeatern wurde es bald auf andere Hawaii-Inseln ausgedehnt. Das ALOHA-Netz hat eine sternförmige Topologie. Der Zentralrechner war ursprünglich ein 2100-Minicomputer von Hewlett-Packard, der als Konzentrator fungierte. Dieser Minicomputer empfing einerseits Daten von Fernschreibern, Datensichtstationen, anderen Minicomputern etc.; andererseits übermittelte er diese Daten an einen Mainframe von IBM oder an die angeschlossenen Datennetze. Spätere Erweiterungen ermöglichten, dass nicht nur die Endgeräte auf den Großrechner zugreifen können, sondern auch beliebige Endgeräte über den Zentralrechner miteinander kommunizieren.
Für die Datenübertragung via Funk wurden sogenannte Terminal Control Units entwickelt, die aus Steuerlogik und UHF-Radiogerät bestanden.
1972 wurde es als erstes Rechnernetz über eine Satellitenverbindung mit dem ARPANET verbunden.
Das ALOHAnet wurde bis 1976 betrieben.